# Wojnów (gmina)
Wojnów – dawna gmina wiejska istniejąca w latach 1945–1954 w woj. wrocławskim (dzisiejsze woj. dolnośląskie). Siedzibą władz gminy był Wojnów (obecnie osiedle Wrocławia).
Gmina Wojnów powstała po II wojnie światowej na terenie tzw. Ziem Odzyskanych (tzw. II okręg administracyjny – Dolny Śląsk). 28 czerwca 1946 gmina – jako jednostka administracyjna powiatu wrocławskiego – weszła w skład nowo utworzonego woj. wrocławskiego.
1 stycznia 1951 z gminy Wojnów wyłączono gromadę Wojnów, włączając ją do Wrocławia. Siedziba gminy znalazła się zatem poza jej obszarem.
Według stanu z 1 lipca 1952 gmina składała się z 13 gromad: Chrząstowa Mała, Chrząstowa Wielka, Czernica, Dobrzykowice, Gajków, Jeszkowice, Kamieniec Wrocławski, Krzyków, Łany, Miłoszyce, Nadolice Małe, Nadolice Wielkie i Wojnowice. Gmina została zniesiona 29 września 1954 wraz z reformą wprowadzającą gromady w miejsce gmin. Jednostki nie przywrócono 1 stycznia 1973 wraz z kolejną reformą reaktywującą gminy.